# Nandikotkur
Nandikotkur ou Nandi Kotkur,  est une ville du district de Nandyal dans l'État d'Andhra Pradesh en Inde. 
Selon le recensement de l'Inde de 2011, la localité compte une population de 46 953 habitants.